# Acordos de Camp David

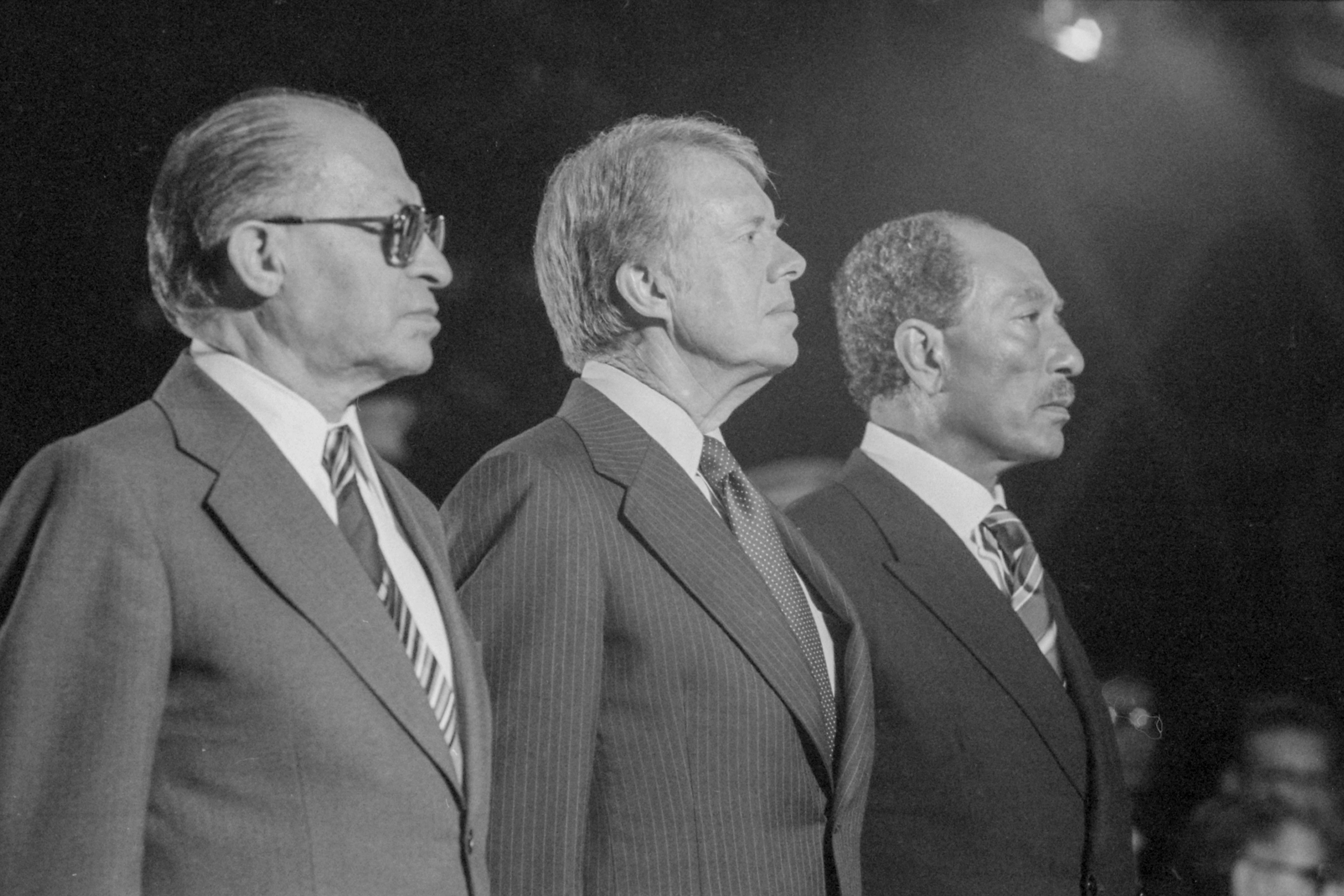
Begin, Carter e Sadat em Camp David.

Os Acordos de Paz de Camp David foram dois acordos político-diplomáticos assinados pelo presidente egípcio Anwar Sadat e pelo primeiro-ministro israelense Menachem Begin em 17 de setembro de 1978, após doze dias de negociações secretas em Camp David, o retiro do Presidente dos Estados Unidos em Marilândia. Os dois acordos foram assinados na Casa Branca e testemunhados pelo presidente Jimmy Carter. O segundo (Uma Estrutura para a Conclusão de um Tratado de Paz entre o Egito e Israel) levou diretamente ao tratado de paz Egito-Israel de 1979. Devido ao acordo, Sadat e Begin receberam o Prêmio Nobel da Paz de 1978 compartilhado. O primeiro acordo (Um Marco para a Paz no Oriente Médio), que tratava dos territórios palestinos, foi escrito sem a participação dos palestinos e foi condenado pela Organização das Nações Unidas (ONU).

## Configuração dos Acordos

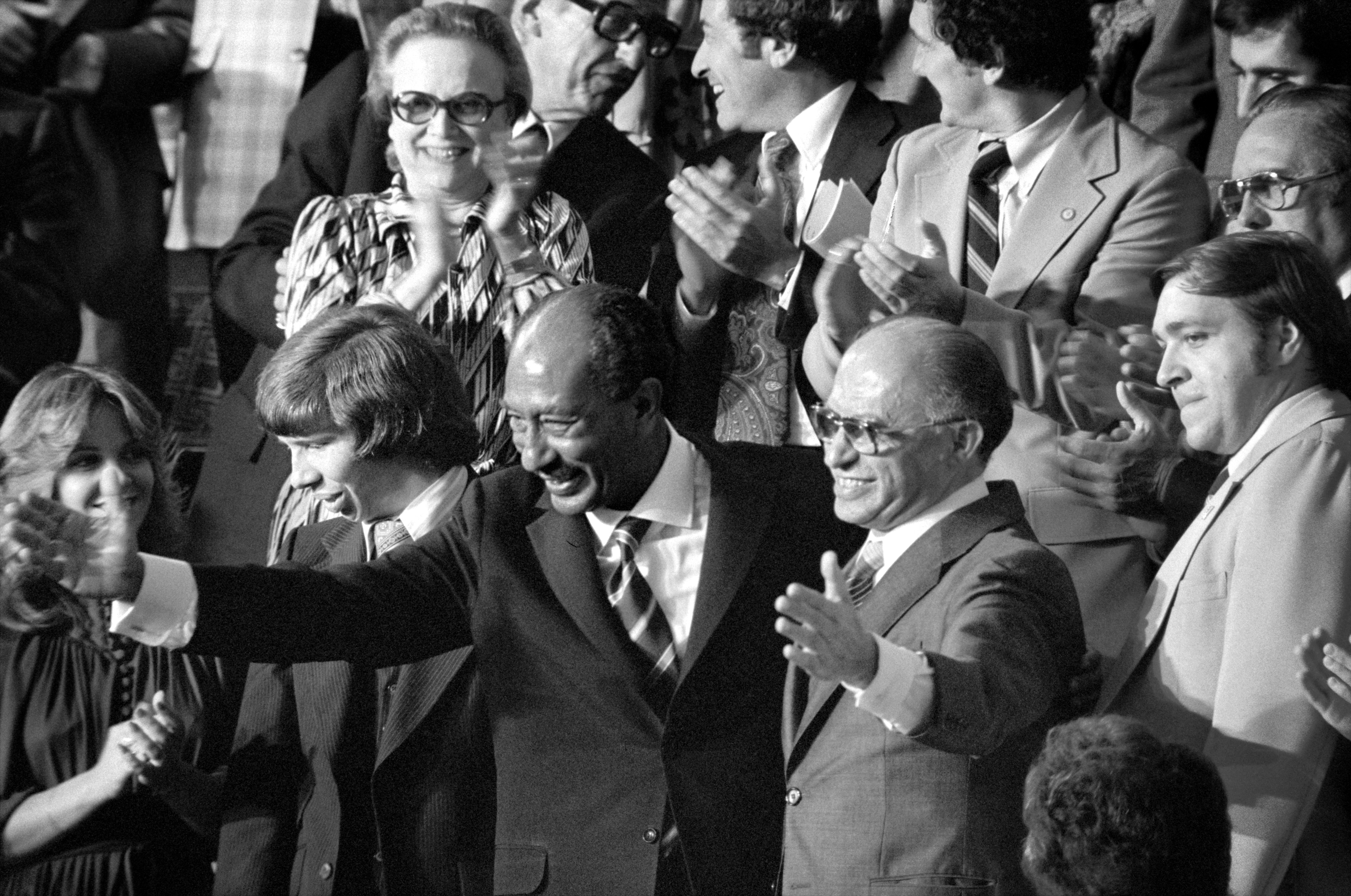
O presidente egípcio Anwar Sadat e o primeiro-ministro israelense Menachem Begin agradecem os aplausos durante uma sessão conjunta do Congresso em Washington, durante a qual o presidente Jimmy Carter anunciou os resultados dos acordos de Camp David, em 18 de setembro de 1978.

Os Acordos de Camp David compreendem dois acordos separados: "Um Marco para a Paz no Oriente Médio" e "Um Marco para a Conclusão de um Tratado de Paz entre o Egito e Israel", o segundo que conduz ao tratado de paz Egito-Israel assinado em março de 1979 Os acordos e o tratado de paz foram ambos acompanhados por "cartas laterais" de entendimento entre o Egito e os Estados Unidos e Israel e os Estados Unidos.

### Marco para a Paz no Oriente Médio
O preâmbulo do "Marco para a Paz no Oriente Médio" começa com a base de uma solução pacífica para o conflito árabe-israelense:

A base acordada para uma solução pacífica do conflito entre Israel e seus vizinhos é a Resolução 242 do Conselho de Segurança das Nações Unidas, em todas as suas partes
A estrutura em si consiste em 3 partes. A primeira parte da estrutura era estabelecer uma autoridade autônoma e autogovernada na Cisjordânia e na Faixa de Gaza e implementar totalmente a Resolução 242.
Os Acordos reconheceram os "legítimos direitos do povo palestino", um processo a ser implementado garantindo a plena autonomia do povo dentro de um período de cinco anos. Begin insistiu no adjetivo "pleno" para garantir que fosse o máximo direito político atingível. Essa autonomia total seria discutida com a participação de Israel, Egito, Jordânia e palestinos. A retirada das tropas israelenses da Cisjordânia e de Gaza foi acordada para ocorrer após a eleição de uma autoridade autônoma para substituir o governo militar de Israel. Os Acordos não mencionaram as Colinas de Golã, Síria ou Líbano. Esta não era a paz abrangente que Henry Kissinger, Gerald Ford, Carter ou Sadat tinham em mente durante a anterior transição presidencial americana. Era menos claro do que os acordos relativos ao Sinai e mais tarde foi interpretado de forma diferente por Israel, Egito e Estados Unidos. O destino de Jerusalém foi deliberadamente excluído deste acordo.
A segunda parte da estrutura do acordo tratou das relações egípcio-israelenses, o real conteúdo elaborado no segundo Tratado-Quadro de Paz Egito-Israel. A terceira parte, "Princípios Associados", declarou os princípios que deveriam ser aplicados às relações entre Israel e todos os seus vizinhos árabes.

#### Pontos principais da seção para a Cisjordânia e Gaza
- Egito, Israel, Jordânia e os representantes do povo palestino devem participar das negociações para a resolução do problema palestino em todos os seus aspectos.
- (1.) Egito e Israel concordam que, a fim de garantir uma transferência pacífica e ordeira de autoridade, e levando em consideração as preocupações de segurança de todas as partes, deve haver disposições transitórias para a Cisjordânia e Gaza por um período não superior cinco anos. A fim de fornecer total autonomia aos habitantes, de acordo com essas disposições, o governo militar israelense e sua administração civil serão retirados assim que uma autoridade autônoma for livremente eleita pelos habitantes dessas áreas para substituir o governo militar existente.
- (2.) Egito, Israel e Jordânia chegarão a um acordo sobre as modalidades para o estabelecimento de uma autoridade autônoma eleita na Cisjordânia e em Gaza. As delegações do Egito e da Jordânia podem incluir palestinos da Cisjordânia e Gaza ou outros palestinos conforme mutuamente acordado. As partes negociarão um acordo que definirá os poderes e responsabilidades da autoridade autônoma a ser exercida na Cisjordânia e em Gaza. Uma retirada das forças armadas israelenses ocorrerá e haverá uma redistribuição das forças israelenses restantes em locais de segurança especificados. O acordo também incluirá disposições para garantir a segurança interna e externa e a ordem pública. Uma forte força policial local será estabelecida, que pode incluir cidadãos jordanianos. Além disso, as forças israelenses e jordanianas participarão de patrulhas conjuntas e da guarnição de postos de controle para garantir a segurança das fronteiras.
- (3.) Quando a autoridade autônoma (conselho administrativo) na Cisjordânia e Gaza for estabelecida e inaugurada, o período de transição de cinco anos terá início. O mais rápido possível, mas o mais tardar no terceiro ano após o início do período de transição, as negociações ocorrerão para determinar o estatuto final da Cisjordânia e Gaza e sua relação com seus vizinhos e para concluir um tratado de paz entre Israel e Jordânia no final do período de transição. Essas negociações serão conduzidas entre Egito, Israel, Jordânia e os representantes eleitos dos habitantes da Cisjordânia e Gaza... As negociações serão baseadas em todas as disposições e princípios da Resolução 242. do Conselho de Segurança das Nações Unidas. As negociações resolverão, entre outras questões, a localização dos limites e a natureza das medidas de segurança. A solução das negociações também deve reconhecer o direito legítimo dos povos palestinos e suas justas exigências.

A estrutura dizia respeito apenas à autonomia dos habitantes da Cisjordânia e de Gaza. Não menciona o estatuto de Jerusalém, nem o direito de retorno dos refugiados palestinos.

#### Rejeição da ONU ao Marco para a Paz no Oriente Médio
A Assembleia Geral da Organização das Nações Unidas rejeitou o Marco para a Paz no Oriente Médio, porque o acordo foi concluído sem a participação da ONU e da Organização para a Libertação da Palestina (OLP) e não cumpriu com o direito palestino de retorno, de autodeterminação e de independência e soberania nacional. Em dezembro de 1978, declarou na Resolução 33/28 A que os acordos só eram válidos se estivessem dentro da estrutura das Nações Unidas e sua Carta e suas resoluções, incluíssem o direito palestino de retorno e o direito à independência e soberania nacional na Palestina, e fossem concluídos com a participação da OLP. Em 6 de dezembro de 1979, a ONU condenou na Resolução 34/70 todos os acordos parciais e tratados separados que não atendessem aos direitos palestinos e soluções abrangentes para a paz; condenou a ocupação contínua de Israel e exigiu a retirada de todos os territórios ocupados. Em 12 de dezembro, na Resolução 34/65 B, a ONU rejeitou partes mais específicas dos Acordos de Camp David e acordos semelhantes, que não estavam em conformidade com os requisitos mencionados. Todos esses acordos parciais e tratados separados foram fortemente condenados. A parte dos acordos de Camp David relativa ao futuro palestino e todos os outros semelhantes foram declarados inválidos.

### Tratado-Quadro de Paz Egito-Israel
O segundo Tratado-Quadro de Paz delineou uma base para o tratado de paz seis meses depois, em particular decidindo o futuro da península do Sinai. Israel concordou em retirar suas forças armadas do Sinai, desistiu de suas quatro bases aéreas que haviam sido construídas lá desde a Guerra dos Seis Dias, evacuou seus 4 500 habitantes civis e devolveu a península ao Egito em troca de relações diplomáticas normais com o Egito, garantias de liberdade de passagem pelo Canal de Suez e outras hidrovias próximas (como o Estreito de Tiran) e uma restrição às forças que o Egito poderia colocar na península do Sinai, especialmente dentro de 20–40 km de Israel. Este processo levaria três anos para ser concluído. Israel também concordou em limitar suas forças a uma distância menor (3 km) da fronteira egípcia e garantir a passagem livre entre o Egito e a Jordânia. Com a retirada, Israel também devolveu os campos de petróleo do Egito em Abu-Rudeis, no oeste do Sinai, que continham poços de longo prazo e comercialmente produtivos.

## Consequências
Os acordos de Camp David mudaram a política do Oriente Médio. Notavelmente, a percepção do Egito dentro do mundo árabe mudou. Com o mais poderoso dos efetivos militares árabes e uma história de liderança no mundo árabe sob Gamal Abdel Nasser, o Egito tinha mais influência do que qualquer outro país árabe para promover os interesses árabes. O Egito foi posteriormente suspenso da Liga Árabe de 1979 a 1989.
O rei Hussein da Jordânia considerou uma afronta enorme a oferta de Sadat pela participação posterior da Jordânia na decisão de como se daria a autonomia funcional para os palestinos. Especificamente, Sadat disse efetivamente que a Jordânia teria um papel na forma como a Cisjordânia seria administrada. Diferentemente da Resolução da Cimeira da Liga Árabe de 1974 em Rabate, os Acordos de Camp David circunscreveram o objetivo da Jordânia de reafirmar seu controle sobre a Cisjordânia. Concentrando-se nas negociações bem sucedidas com o Egito, a administração Carter acreditou que o plano de Sadat poderia persuadir Hussein. No entanto, com a oposição do mundo árabe crescendo contra Sadat, a Jordânia não poderia arriscar aceitar os Acordos sem o apoio de poderosos vizinhos árabes, como Iraque, Arábia Saudita e Síria. Hussein consequentemente se sentiu diplomaticamente desprezado. Um dos arrependimentos de Carter foi permitir que Sadat alegasse que ele poderia falar por Hussein se a Jordânia se recusasse a participar das negociações, mas a essa altura o dano já estava feito aos jordanianos.

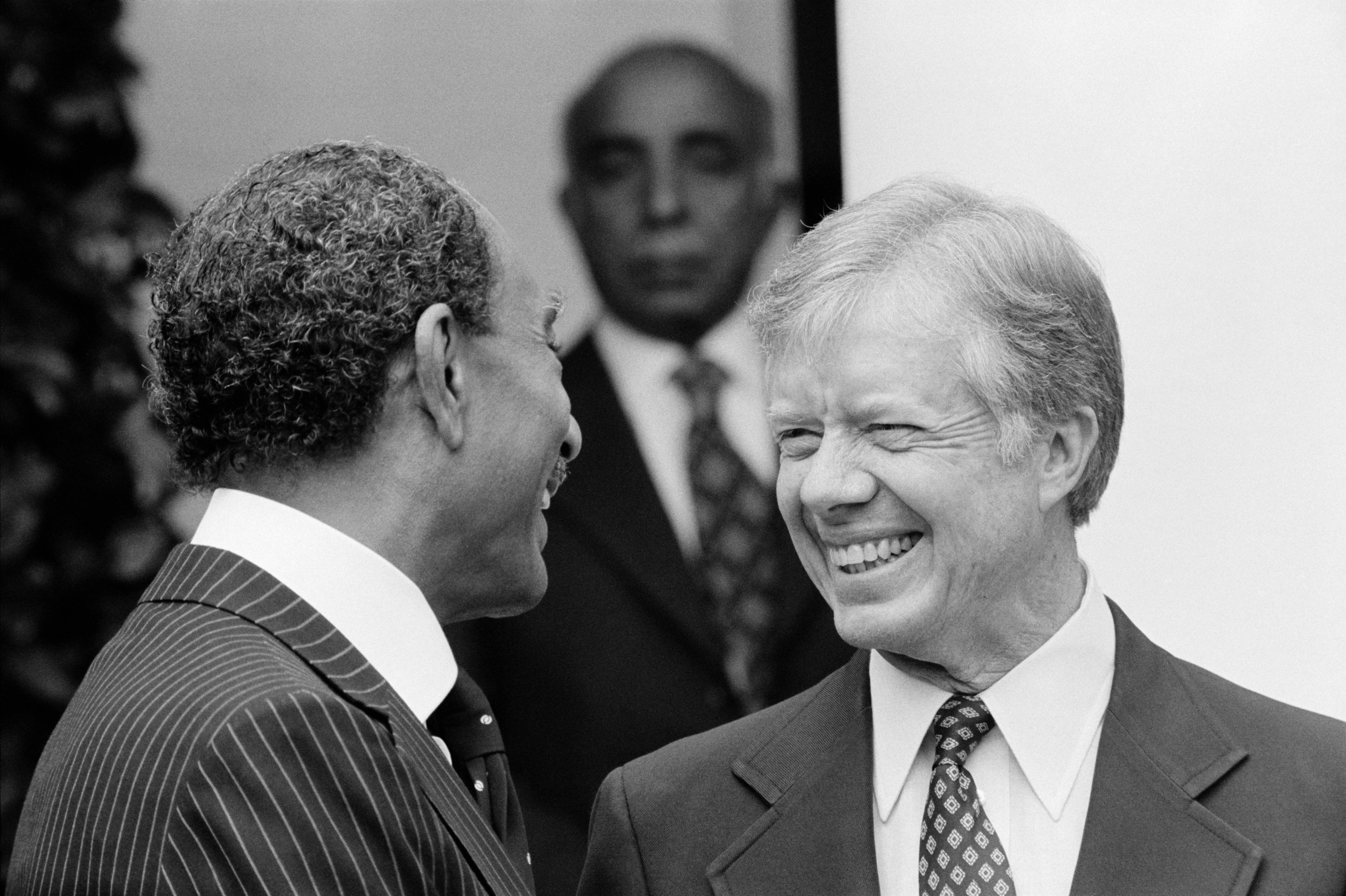
O presidente dos Estados Unidos, Jimmy Carter, cumprimentando o presidente egípcio Anwar Sadat na Casa Branca, logo após a entrada em vigor dos Acordos de Camp David, em 8 de abril de 1980.

Os Acordos de Camp David também levaram à desintegração de uma frente árabe unida em oposição a Israel. O realinhamento do Egito criou um vácuo de poder que Saddam Hussein do Iraque, naquele momento apenas uma potência secundária, esperava preencher. Por causa da linguagem vaga sobre a implementação da Resolução 242, o problema palestino se tornou a questão principal no conflito árabe-israelense. Muitas das nações árabes culparam o Egito por não colocar pressão suficiente sobre Israel para lidar com o problema palestino de forma satisfatória. A Síria também informou ao Egito que não se reconciliaria com a nação a menos que abandonasse o acordo de paz com Israel.

De acordo com a The Continuum Political Encyclopedia of the Middle East:
"A normalização das relações [entre Israel e Egito] entrou em vigor em janeiro de 1980. Os embaixadores foram trocados em fevereiro. As leis de boicote foram revogadas pela Assembleia Nacional do Egito no mesmo mês, e algum comércio começou a se desenvolver, embora em volume menor do que Israel esperava. Em março de 1980, voos regulares de linhas aéreas foram inaugurados. O Egito também começou a fornecer petróleo bruto a Israel".
De acordo com Kenneth Stein em Heroic Diplomacy: Sadat, Kissinger, Carter, Begin, and the Quest for Arab–Israeli Peace:
Os Acordos foram outro pacto ou passo provisório, mas as negociações decorrentes dos Acordos desaceleraram por vários motivos. Isso incluía a incapacidade de trazer os jordanianos para as discussões; a controvérsia sobre os assentamentos; a natureza inconclusiva das conversas sobre autonomia subsequentes; oposição doméstica sustentada contra Begin e Sadat e, no caso de Sadat, ostracismo e raiva do mundo árabe; emergência do que se tornou uma paz fria entre o Egito e Israel; e mudanças nas prioridades da política externa, incluindo a descontinuidade no pessoal comprometido em sustentar o processo de negociação[.]
O historiador Jørgen Jensehaugen argumenta que na época em que Carter deixou o cargo em janeiro de 1981, ele:

estava em uma posição estranha — ele tentou romper com a política tradicional dos Estados Unidos, mas acabou cumprindo os objetivos dessa tradição, que eram romper a aliança árabe, marginalizar os palestinos, construir uma aliança com o Egito, enfraquecer a União Soviética e proteger Israel.

## Apoio público israelense
Embora a maioria dos israelenses apoiasse os Acordos, o movimento dos colonos israelenses se opôs a eles porque a recusa de Sadat em concordar com um tratado no qual Israel tivesse qualquer presença na Península do Sinai significava que eles tinham que se retirar de toda a Península do Sinai. Os colonos israelenses tentaram impedir o governo de desmantelar seus assentamentos, mas não tiveram sucesso.
Em Israel, existe um apoio duradouro aos Acordos de Paz de Camp David, que se tornaram um consenso nacional, apoiado por 85% dos israelenses, de acordo com uma pesquisa de 2001 realizada pelo Centro Jaffee de Estudos Estratégicos (sediado em Israel).

## Assassinato de Anwar Sadat
A assinatura dos Acordos de Camp David pelo Presidente Sadat em 17 de setembro de 1978 e seu Prêmio Nobel da Paz compartilhado de 1978 com o primeiro-ministro israelense Begin levou ao seu assassinato em 6 de outubro de 1981 por membros da Jihad Islâmica Egípcia durante o desfile anual da vitória realizado no Cairo para celebrar a travessia do Canal de Suez. A proteção pessoal do presidente foi infiltrada por quatro membros desta organização, que estavam escondidos em um caminhão que passava pelo desfile militar com outros veículos militares. Quando o caminhão se aproximou do presidente, o líder dos beligerantes – tenente Khalid Al-Islambuli – saiu do caminhão e jogou três granadas em direção ao presidente; apenas uma das três explodiu. O resto da equipe abriu fogo com rifles de assalto automáticos e atingiu o presidente Sadat com 37 tiros. Ele foi transportado de helicóptero para um hospital militar, onde morreu duas horas após chegar.

No total, 11 foram mortos em tiros colaterais e 28 ficaram feridos. Entre os mortos estavam o embaixador cubano, um general de Omã e um bispo ortodoxo copta. Entre os feridos estavam o vice-presidente egípcio Hosni Mubarak, o ministro da Defesa irlandês James Tully e quatro oficiais de ligação militar dos Estados Unidos. Um dos assassinos foi morto e os outros três foram feridos e levados sob custódia. Os assassinos sobreviventes foram julgados e considerados culpados de assassinar o presidente e matar outros 10 no processo; eles foram condenados à pena de morte e executados em 15 de abril de 1982.